# Euglossa bursigera
Euglossa bursigera là một loài Hymenoptera trong họ Apidae. Loài này được Moure mô tả khoa học năm 1970.